# Garua
Garua (em francês: Garoua) é uma cidade dos Camarões capital da província de Norte. Garua é também a capital do departamento de Benué.